# Géographie du Queensland
La géographie du Queensland, dans le nord-est de l'Australie, est variée. Elle comprend des îles tropicales, des plages sablonneuses, des grandes plaines inondées pendant la mousson, des terres plus élevées, un désert sec, une riche ceinture agricole et des zones urbaines densément peuplées.
La superficie du Queensland représente environ 22,5 % de l'île australienne, soit 1 730 648 km2 ce qui en fait le deuxième État le plus important du Commonwealth d'Australie. La longueur totale des côtes du Queensland continental est de 6 973 km auxquelles il convient d'ajouter les 6 374 km de côtes des îles appartenant au Queensland. Une des caractéristiques uniques de l’État est la Grande barrière de corail, qui est aussi un important site touristique. Le tropique du Capricorne traverse l’État (environ la moitié du territoire se trouve au nord du tropique).

## Géographie physique

### Îles

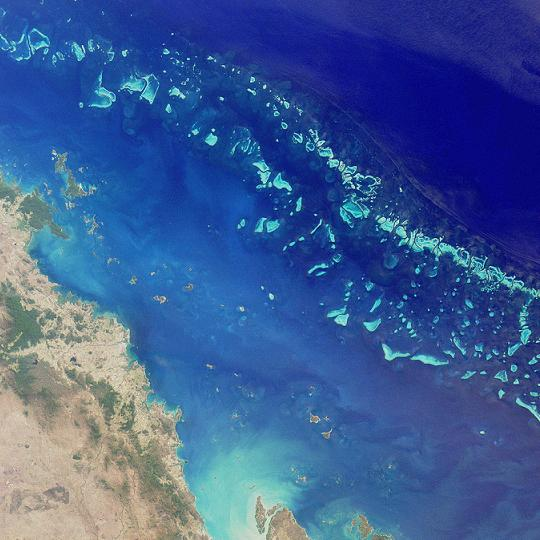
La Grande barrière de corail, avec les îles Whitsunday dans le nord et la baie Shoalwater dans le sud.

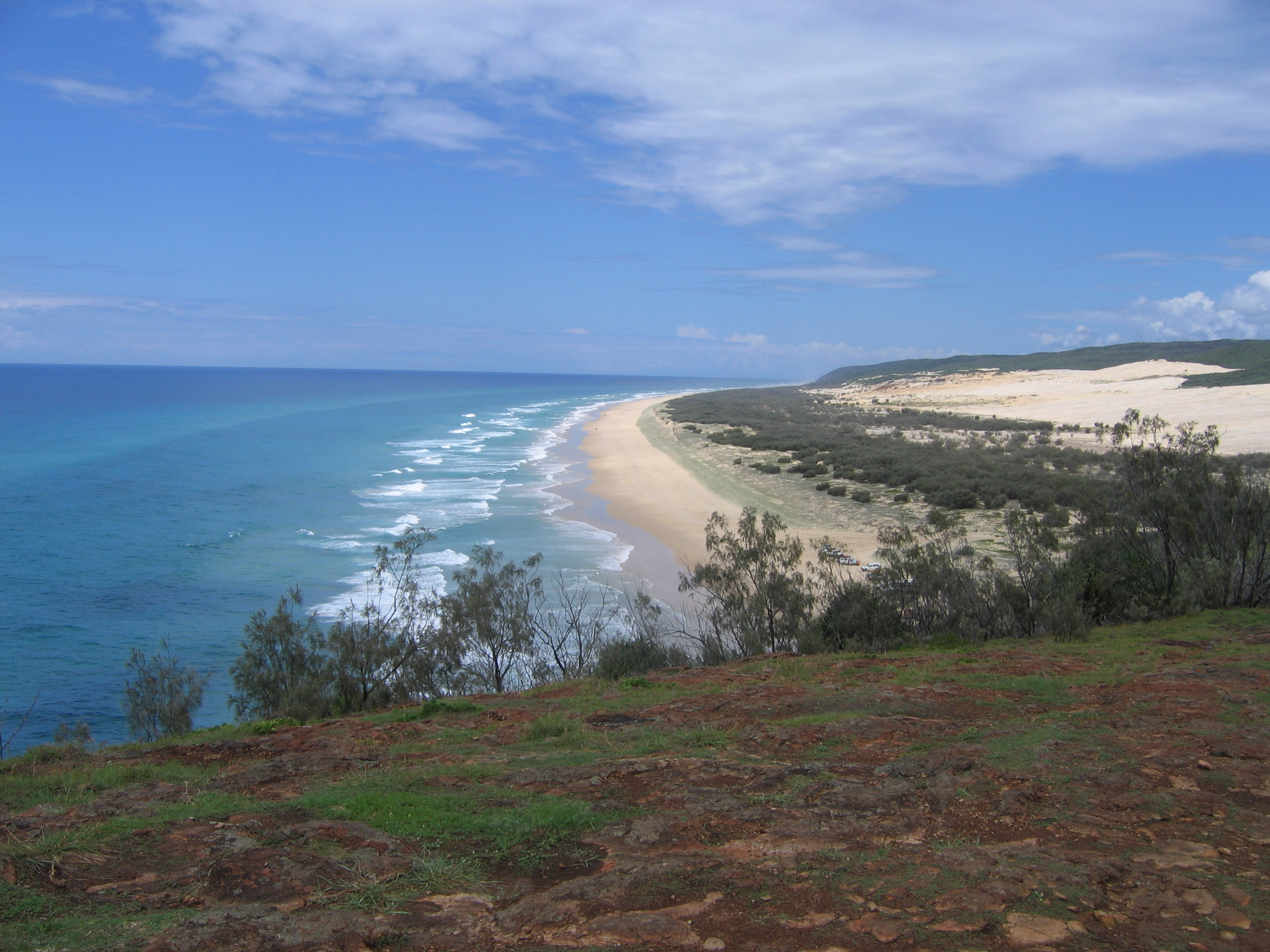
Vue vers le sud depuis Indian Head (île Fraser).

L'île Fraser, la plus grande île de sable au monde, se trouve au large des côtes du Queensland. La moitié des lacs dunaires du monde se trouvent sur Fraser Island. Ce sont de rares lacs, au total 80 dans le monde, formés par des dépressions entre des dunes de sable et qui n'ont pas d'afflux ou d'écoulement d'eau. Magnetic Island, Heron Island, Great Keppel Island (en), Hamilton Island et les îles Whitsunday sont connues des touristes. L'Île Mornington et l'île Great Palm (en) abritent des communautés aborigènes. Dans le détroit de Torres, l'île Thursday est le centre administratif et commercial des îles du Détroit de Torrès. L'île Hinchinbrook, une grande île montagneuse au large de Cardwell, est complètement protégée dans un parc national. La North West Island (en) est un banc de sable reposant sur du corail où nichent des oiseaux et où viennent pondre des tortues.
Les îles Bribie, Moreton, Stradbroke-Nord et île Stradbroke Sud (en) sont au sud-est de l’État. L'île Stradbroke-Nord est la deuxième plus grande île de sable au monde. Puisque l'île Bribie est connectée au continent par un pont traversant le Pumicestone Channel (en), elle est la plus développée de la région.

### Étendues d'eau
Au nord-ouest du Queensland se trouve le golfe de Carpentarie et au nord de la péninsule du cap York se trouve le détroit de Torrès (mer de Corail),  dans lequel se trouvent les îles du détroit de Torrès, la plus au nord étant l'île Boigu au 10e parallèle sud. À l'est du Queensland se trouve la mer de Corail, une mer bordière de l'océan Pacifique. Parmi les baies les plus importantes de la côte se trouvent la baie de la Princesse Charlotte, la  baie Shoalwater (en) au nord de Yeppoon, Hervey Bay entre l'île Fraser et le continent, la baie Trinity (en) à Cairns et la baie Moreton à Brisbane. Le Great Sandy Strait (en) est un passage au sud de Hervey Bay, entre le continent et l'île Fraser. Les plages de la Gold Coast et de la Sunshine Coast sont longues et sablonneuses, attirant touristes et surfeurs. Plus au nord, les vagues sont réduites par la barrière de corail.
Le plus important barrage du Queensland est le barrage de Burdekin, suivi par le barrage Awoonga (en). Il n'y a pas de grands lacs naturels dans l’État. Cependant, il y a quelques lacs naturels créés par les cratères volcaniques et les lagunes côtières dans le Queensland du Sud-Est. Les lacs situés dans les régions arides et semi-arides du Queensland connaissent de faibles et variables précipitations combinées à un important taux d'évaporation.

### Rivières

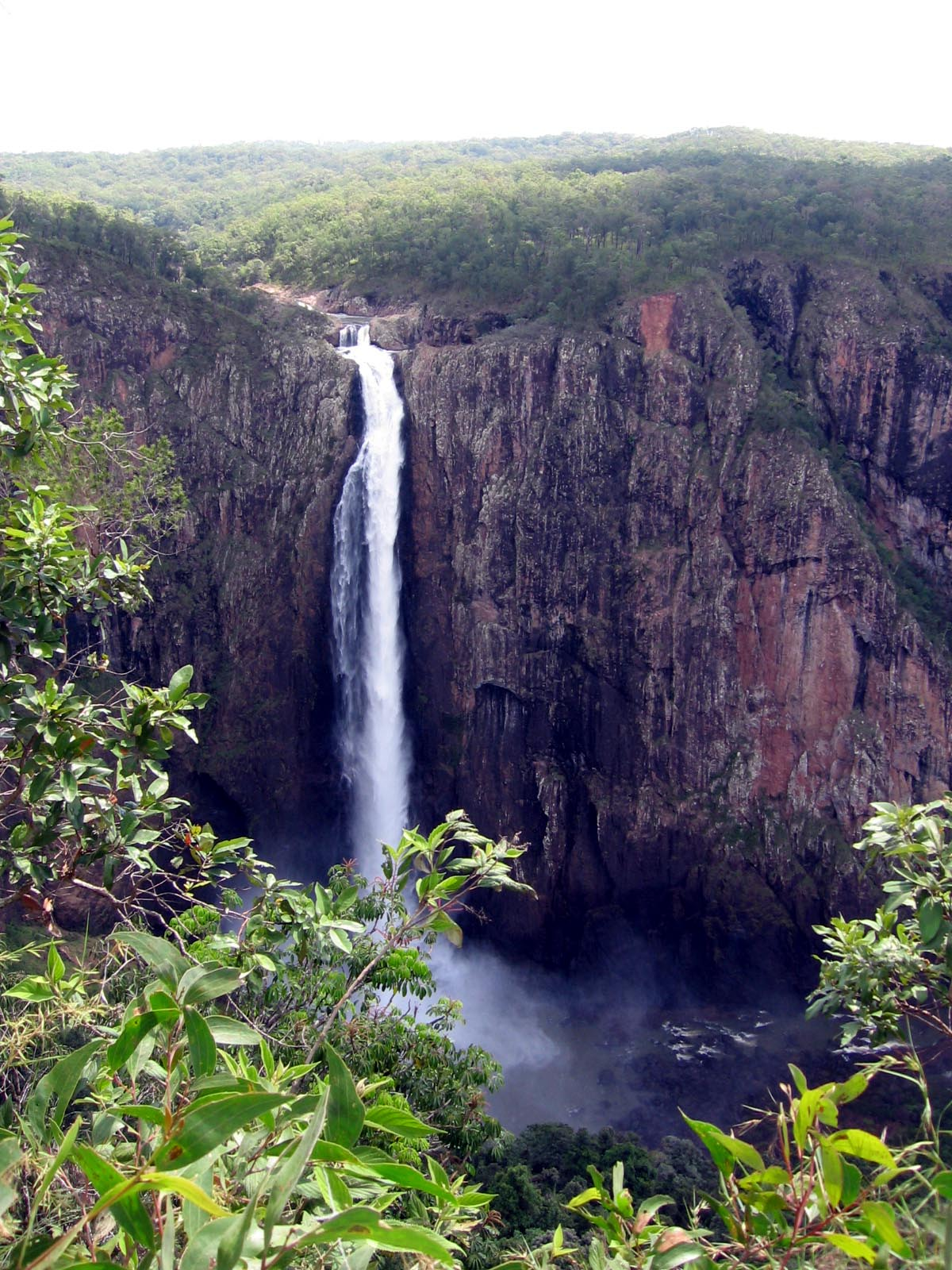
Les chutes Wallaman sont les plus hautes chutes d'eau d'Australie.

Le Queensland comprend des centaines de fleuves et rivières et beaucoup plus de ruisseaux. L'écoulement de ces rivières, particulièrement dans le nord tropical (en) de l’État, représente 45 % du ruissellement de l'Australie. Les principaux fleuves côtiers sont le Mitchell, le Fitzroy, la Mary, le Brisbane et le Flinders, le plus long fleuve du Queensland avec ses 840 km. Dans l'intérieur des terres se trouvent les tributaires du fleuve Murry dont la Maranoa, la Warrego et la Condamine. Les rivières du bassin du lac Eyre dont Cooper Creek et ses deux principaux tributaires le Thomson (en) et la Barcoo ainsi que le Georgina (en). Le fleuve Wenlock (en) possède la plus grande diversité de poissons d'eau douce de tous les fleuves australiens.
Les chutes de Barron (en) dans le nord de l’État sont les plus importantes et se transforment en torrent lors des fortes précipitations. De même, les chutes de Purling Brook (en), dans l'arrière-pays de la Gold Coast, sont plus spectaculaires après les averses. Les chutes Wallaman (en), à l'ouest d'Ingham dans le Queensland du Nord, sont les plus grandes chutes d'eau en un saut d'Australie. Les autres chutes d'eau notables sont les chutes Millaa Millaa (en) et les chutes Coomera (en).
Certaines des villes du Queensland sont situées sur les plaines environnant les fleuves. Durant les inondations importantes, telles que les inondations de 2010 et 2011, plusieurs villes ont été inondées. Des digues ont permis de réduire l'ampleur des inondations, mais après de fortes précipitations, lorsque le volume d'eau est à son maximum, le flot ne peut être retenu.

### Montagnes
L'est du Queensland est dominé par la cordillère australienne en opposition au faible relief de l'ouest. À l'est de la cordillère australienne est se trouve une fine bande de plaines côtières appelées la bassin versant de la côte nord-est australienne (en) où se trouve la majeure partie de la population de l’État. C'est dans cette région qu'est cultivé le produit agricole le plus important de l’État, la canne à sucre.
Parmi les autres zones élevées se trouve l'extrême est du plateau de Barkly, du plateau d'Atherton, et des hautes terres du centre où se trouvent les gorges Carnarvon (en) et la ceinture de Granite, où sont produits les principaux vins de la région. Les monts Bunya, contreforts isolés de la cordillère australienne, préservent l'habitat dans une région ayant souffert de déboisage. Près de la côte se trouvent les monts Glass House, une série de bouchons volcaniques qui ont été nommés par le capitaine James Cook. Dans le Queensland du Sud-Est se trouve la Scenic Rim.
Les plus hautes montagnes du Queensland sont le mont Bartle Frere (1 622 m), le mont Bellenden Ker (en) (1 593 m), le mont Superbus (1 375 m), le mont Barney (1 359 m) et le Pic Thornton (en) (1 374 m).

### Climats

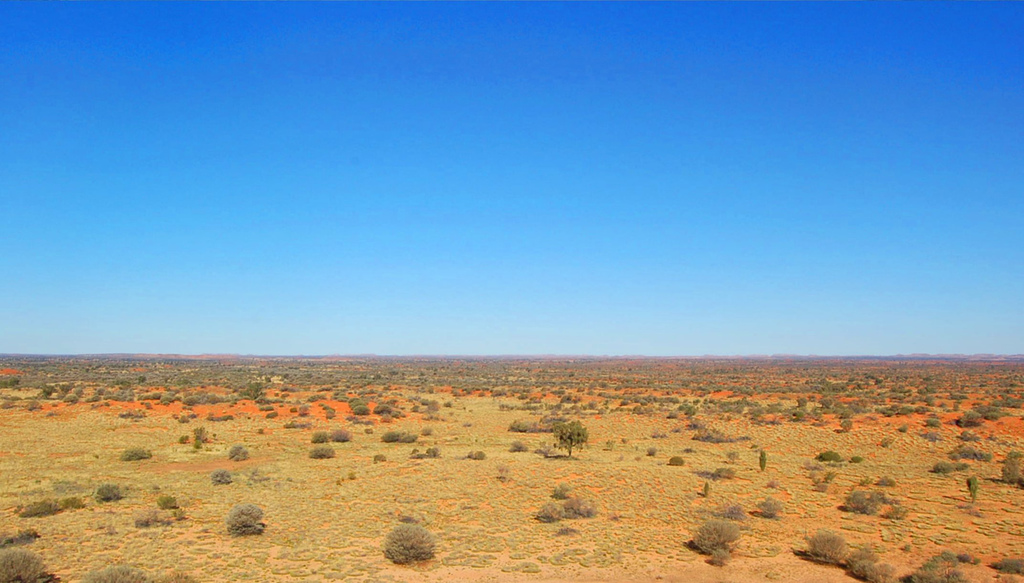
Désert de Simpson.

La bande côtière, à l'est de la cordillère australienne a un climat tempéré chaud et humide. À l'ouest de la cordillère, le taux de précipitations est moindre et les jours sont plus chauds. Dans le nord de l’État, il y a une saison des moussons. Les cyclones tropicaux traversent la côte régulièrement permettant parfois d'importantes précipitations à l’intérieur des terres.
Au mont Belleden Ker a été enregistré le plus haut taux de précipitations annuel d'Australie (12 461 mm) ainsi que le plus haut taux moyen de précipitations annuel de 7 950 mm. Les plus importantes précipitations journalières furent de 907,0 mm à Crohamhurst (en) le 3 février 1893. La plus haute température enregistrée dans l’État fut de 49,5 °C à Birdsville le 24 décembre 1972. La température la plus basse enregistrée dans l’État est de −10,6 °C à Stanthorpe le 23 juin 1961.
La majeure partie de l'ouest du Queensland est aride avec quelques zones désertiques. Le Sturt Stony Desert, le désert Strzelecki et le désert de Simpson se trouve partiellement dans le Queensland. Les sécheresses ont un impact important sur les communautés rurales du Queensland, tant socialement qu'économiquement.

## Géographie administrative et humaine
La capitale du Queensland est Brisbane. Queensland utilise l'Australian Eastern Standard Time (heure standard de l'Australie orientale), mais ne passe pas à l'heure d'été. L'exploitation minière et l'agriculture, dont celle de la canne à sucre, sont les principales industries de l’État.
Le Grand bassin artésien est une importante source d'eau pour l’État. Par le forage, il fut possible de développer les industries bovine et ovine dans les plaines du centre et de l'ouest. Parmi les principales structures humaines se trouvent la barrière à dingos, un important réseau ferroviaire et plusieurs autoroutes.

### Frontières
La frontière avec le Territoire du Nord à l'extrême ouest se trouve sur 138e méridien est jusqu'au Poeppel Corner (en) à l'intersection de ce méridien et du 26e parallèle sud. Là, le Queensland partage une frontière avec l'Australie-Méridionale. La frontière suit cette latitude jusqu'au Haddon Corner (en) où la frontière se dirige vers le sud jusqu'au Cameron Corner au 29e parallèle sud, le point le plus à l'ouest de la frontière avec la Nouvelle-Galles du Sud. La frontière suit cette latitude jusqu'au 154e méridien est puis suit le cours d'un certain nombre de rivières et de chaines de montagne avant d'atteindre Point Danger (en). Ces rivières sont la Macintyre, la Severn (en) et la Weir (en), toutes tributaires de la Barwon, elle-même tributaire du Darling. Parmi les villes situées à la frontière sud se trouvent Mungindi, Goondiwindi et Texas (en).

### Population
La majeure partie de la croissance démographique du Queensland est principalement due à l'immigration provenant de Nouvelle-Zélande. En 2042, la population du Queensland devrait atteindre les 7 millions d'habitants. Le Queensland a la seconde plus importante population aborigène d'Australie. Cependant, si le taux de croissance reste le même, la population des indigènes d'Australie au Queensland dépassera celle de la Nouvelle-Galles du Sud au prochain recensement.

### Régions

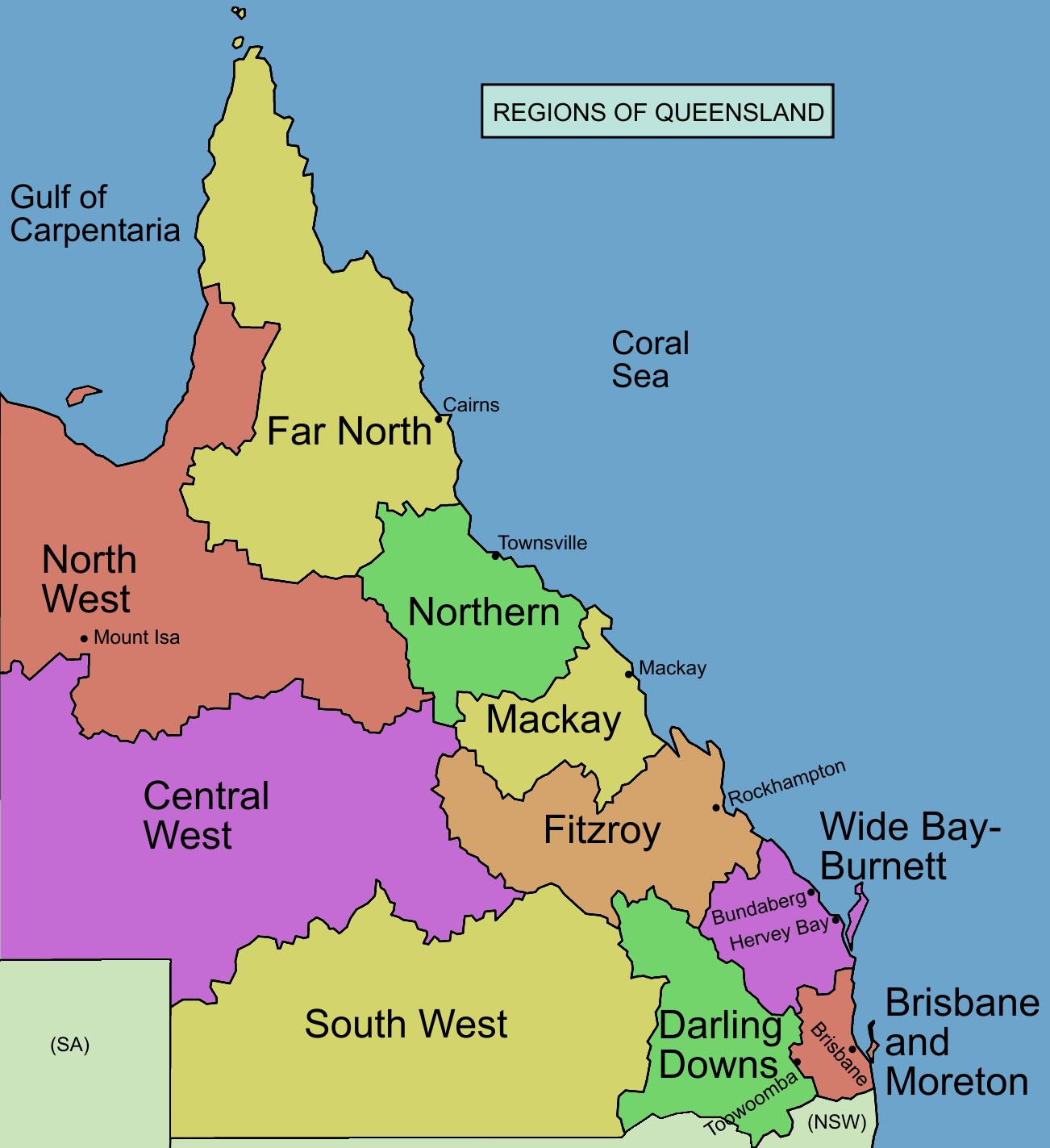
Régions du Queensland

Le Queensland est divisé en 9 ou 10 régions non officielles selon les agences gouvernementales ou organismes. Ce sont le Queensland du Sud-Est, Darling Downs - Sud-Ouest qui comprend la Granite Belt (en), le centre du Queensland, Wide Bay-Burnett qui comprend Burnett Sud, le Queensland septentrional, le Queensland du Nord-Ouest, la région du grand Whitsunday et l'Extrême nord du Queensland qui comprend le plateau d'Atherton. Darling Downs et le Queensland du Sud-Est furent les premières régions habitées. Il y a 15 biorégions au Queensland, dont la péninsule du cap York, Channel Country (en), la savane tropicale de Brigalow et les fruticées de mulgas d'Australie orientale.

### Subdivisions
La capitale du Queensland, Brisbane se trouve dans la région la plus peuplée du Queensland du Sud-Est. Dans cette région se trouvent aussi Gold Coast, Ipswich, Logan, Redcliffe et Toowoomba la plus grande ville de l'intérieur de l'Australie, situé à 120 km à l'ouest de Brisbane dans la région de Darling Downs (où se trouve aussi Warwick.
Townsville est la plus grande ville du nord de l’État. Les autres villes du nord de l’État sont Mount Isa, une ville minière, Charters Towers, Mackay (les plus importants producteur de sucre et exportateurs de charbon du pays) et Cairns. Dans les régions centrales de l’État se trouvent les villes de Rockhampton, Bundaberg, Gladstone avec ses ports d'exportation de charbon, Maryborough et Hervey Bay. Les plus grands ports du Queensland sont le port de Gladstone (en), suivi par le port de Brisbane (en) puis le port de Townsville (en).
Certaines villes et villages du Queensland sont connus comme communautés aborigènes, par exemple Great Palm Island (en) et Cherbourg.

### Transports

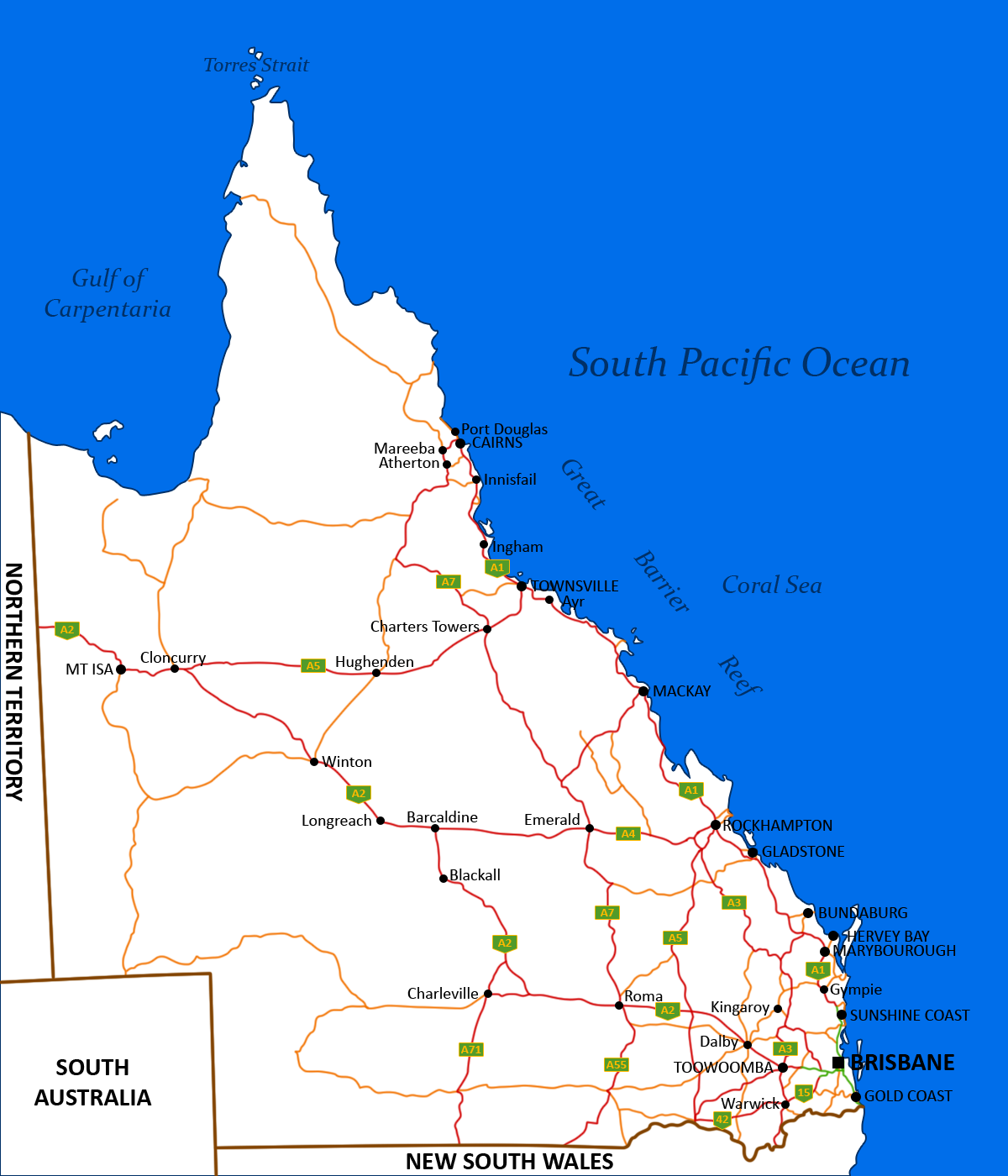
Routes principales du Queensland.

Le réseau ferroviaire s'étend le long de la côte est depuis la Gold Coast à Kuranda. La ligne majeure s'étend jusqu'à Longreach, Charleville et Mont Isa. La Pacific Highway relie Brisbane à Sydney le long de la côte tandis que la New England Highway relie le réseau au villes internes. La Newell Highway relie Goondiwindi aux États du sud par le centre de la Nouvelle-Galles du Sud. Certaines sections de la Bruce Highway, qui va le long de la côte de Brisbane à Townsville, ont été décrites, par un rapport de 2006 comme les pires sections autoroutières d'Australie (en), près de Gympie.

## Zones protégées
Le Queensland possède plusieurs régions de forêts tropicales et de biodiversité. Les zones inscrites au patrimoine mondial comprennent la Grande barrière de corail, le Tropiques humides du Queensland et mes forêts humides Gondwana de l'Australie. Le Queensland compte 226 parc nationaux. Le plus grand de ces parcs est le parc national Munga-Thirri (en), isolé dans le centre-ouest de l’État. Les parcs nationaux les plus visités du Queensland du Sud-Est sont le parc national de Tamborine (en), le parc national de Lamington et le parc national de Noosa. Ces parcs se trouvent près des centres majeurs de population et sont les plus accessibles de l’État. Le parc Lamington et d'autres parcs de la Scenic Rim tels que le parc national du Main Range, sont inclus dans le patrimoine mondial des forêts humides Gondwana de l'Australie.
Plus éloigné, le parc national de Carnarvon, dans le Queensland du Centre, comprend des gorges accidentées et quelques-uns des principaux sites d'art rupestre d'Australie. Dans le nord de l’État se trouvent le parc national Boodjamulla comprenant Riversleigh, le parc national des gorges de la Barron et le parc national de Daintree où les tropiques humides du Queensland rencontrent la grande barrière de corail. Certaines voies navigables sont protégées dans trois parcs marins de l’État. Il s'agit du parc marin de la Grande Barrière, du parc marin du Great Sandy (en) et du parc marin de la baie Moreton (en).

## Sources
- (en) Cet article est partiellement ou en totalité issu de l’article de Wikipédia en anglais intitulé « Geography of Queensland » (voir la liste des auteurs).